# Springtown (Arkansas)
Springtown è un comune degli Stati Uniti d'America, situato in Arkansas, nella contea di Benton.